# Adolphe Le Flô
Adolphe Emmanuel Charles Le Flô, né à Lesneven (Finistère) le 2 novembre 1804 et mort au château de Nec'hoat (à Ploujean près de Morlaix) le 16 novembre 1887, est un général et un homme politique français.

## Biographie

### Débuts
Adolphe Le Flô naît le 2 novembre 1804 au 10, rue de la Marne à Lesneven, dans le Finistère.
Il sort de Saint-Cyr en 1825. Après avoir servi en Algérie (prise de Constantine où il s'illustre), il devient colonel en 1844, nommé à la tête du 32e régiment d'infanterie de ligne, puis général de brigade en 1848 et est nommé commandant de la subdivision de Bône.
Il est envoyé en Russie comme ministre plénipotentiaire le 23 août 1848.

### Carrière politique
En avril 1848, à quarante-deux ans, il est élu député du Finistère à l'Assemblée constituante. C'est un monarchiste orléaniste convaincu.
Il est réélu en mai 1849 à l'Assemblée législative dont il devient questeur. Il siège parmi la majorité antirépublicaine jusqu'à la rupture entre les monarchistes parlementaires et l'Élysée. Il combat alors la politique du prince-Président Louis-Napoléon Bonaparte qu'il avait auparavant soutenu. Sa qualité d'adversaire acharné du président lui vaut d'être banni après le coup d'État du 2 décembre 1851. Incarcéré à Vincennes et à Ham, il est ensuite expulsé de France, se réfugie en Belgique puis en Angleterre et gagne ensuite l'île de Jersey où Victor Hugo et sa famille arrivent en août 1852. Une amitié solide se forge entre les deux proscrits et les deux familles se reçoivent régulièrement.
Exilé par Napoléon III, il gagne l'amitié de l'empereur de Russie, Alexandre II.
Autorisé à rentrer en France en 1857, il se tient à l'écart de l'Empire et vit en son château de Nec'hoat.

### Guerre franco-prussienne
Au début des hostilités avec la Prusse en 1870, il demande à être réintégré dans l'armée, ce que le ministre de la guerre lui refuse. Mais après la chute de l'Empire et la proclamation de la Troisième République, et malgré ses convictions orléanistes notoires, le gouvernement de la Défense nationale l'intègre comme Ministre de la guerre. 
Le général Trochu, chef du gouvernement, choisit de le nommer à ce poste parce qu'il avait un passé d'opposant à Napoléon III même s'il n'était pas républicain.
Réintégré dans l'armée en tant que général de division, Le Flô se charge de moderniser l'armée d'active et la Garde nationale. Lors du siège de Paris par l'armée prussienne, on lui prête plusieurs projets offensifs restés toutefois sans effet. Le 19 février 1871, Adolphe Thiers le maintient dans ses fonctions de ministre de la guerre du gouvernement, qu'il seconde dans sa lutte contre la Commune. Adolphe le Flô démissionne en juin 1871, après le siège de Paris par les Versaillais et la Semaine sanglante, lors de laquelle plusieurs dizaines de milliers d'insurgés sont tués.
Le Flô est réélu député du Finistère de 1871 à 1876.
À la suite de sa démission du ministère de la guerre, il est nommé ambassadeur à Saint-Pétersbourg de 1871 à 1879 et utilise ses relations personnelles avec le tsar Alexandre II pour neutraliser la politique agressive de l'Allemagne en 1875. Admis à la retraite en 1879, il est remplacé à Saint-Petersbourg par le général Alfred Chanzy.
En 1885, Adolphe Le Flô écrit que les lois Jules Ferry sont inspirées par « une secte abominable » [les francs-maçons] qui aboutira à faire de la France « le théâtre des pires horreurs et la proie de l'étranger ».
Il meurt en son château de Nec'hoat dans la commune de Ploujean le 16 novembre 1887.

## Souvenir

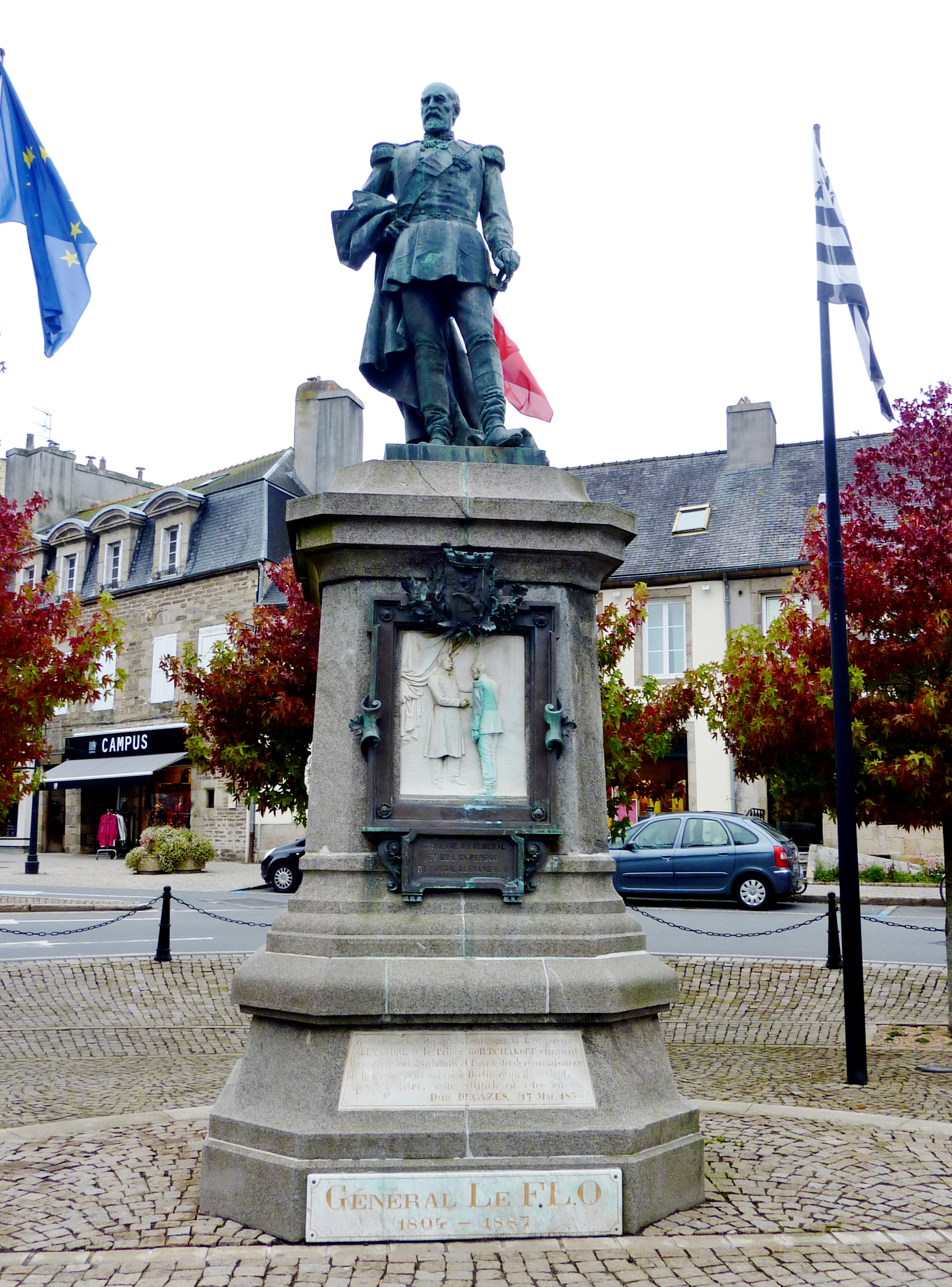
La statue du général à Lesneven.

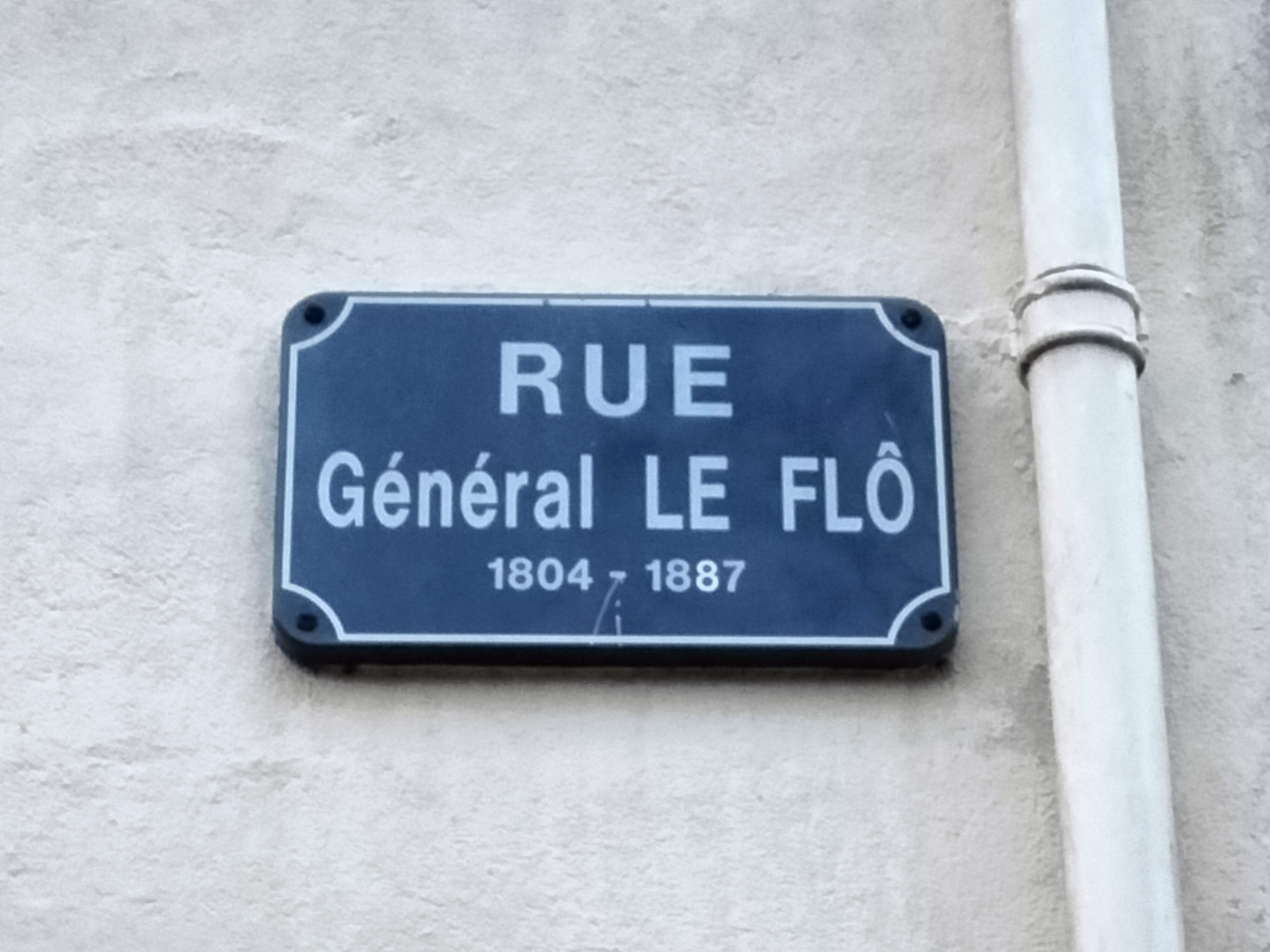
Plaque Rue général le Flô à Nantes.

Une statue du général a été érigée à Lesneven en 1899, œuvre de Cyprian Godebski. Il existe une rue du général Le Flô à Morlaix et une autre à Nantes.